# Taxus brevifolia
Taxus brevifolia är en barrväxtart som beskrevs av Thomas Nuttall. Taxus brevifolia ingår i släktet idegranar, och familjen idegransväxter. Inga underarter finns listade i Catalogue of Life.
Trädet förekommer i västra Nordamerika från södra Alaska över västra Kanada till norra Kalifornien. Det växer i låglandet och i bergstrakter upp till 2440 meter över havet. Taxus brevifolia bildar vanligen trädgrupper eller skogar tillsammans med kustgran, jättehemlock, jättetuja och vinlönn. Den är ett av de mindre träden som står i skuggan av de höga träden. Som låga växter är Berberis nervosa och Polystichum munitum vanliga. Populationer som växer längre bort från havet är allmänt kopplade till vattendrag.
Regionens ursprungsbefolkning använder artens trä för att producera pilbågar, andra verktyg och för träskulpturer. Trädets bark ingår i medicin mot cancer. Sedan 1990-talet ersattes barken med andra ämnen. IUCN uppskattar att hela beståndet minskade med 30 procent under de gångna 90 åren (tre generationer, räknad från 2013) och listar Taxus brevifolia som nära hotad (NT).

## Bildgalleri

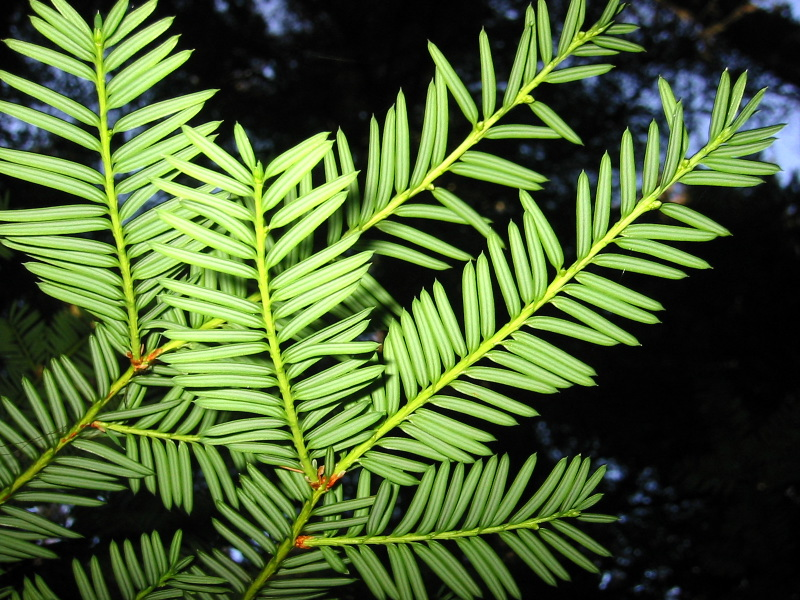
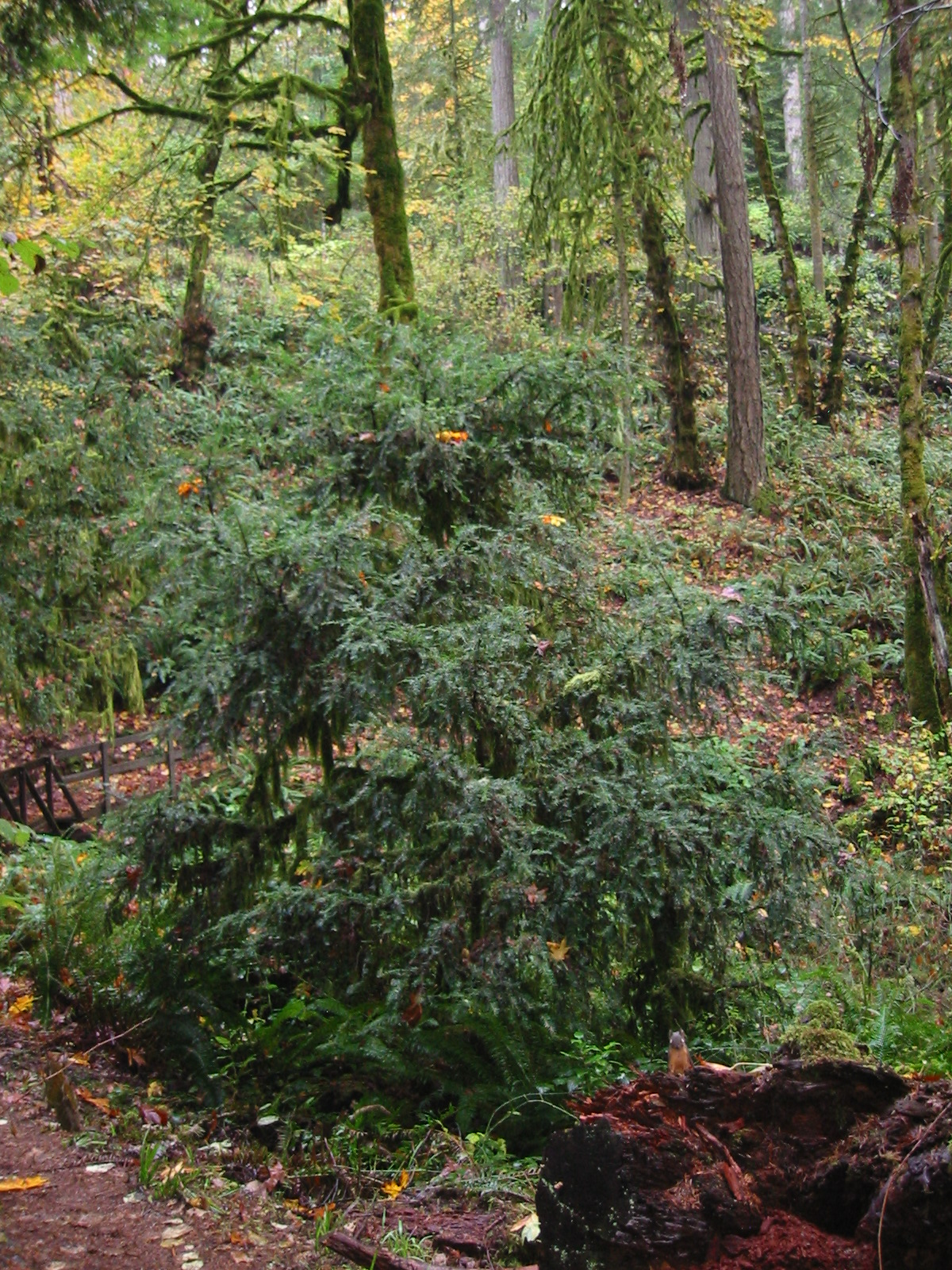
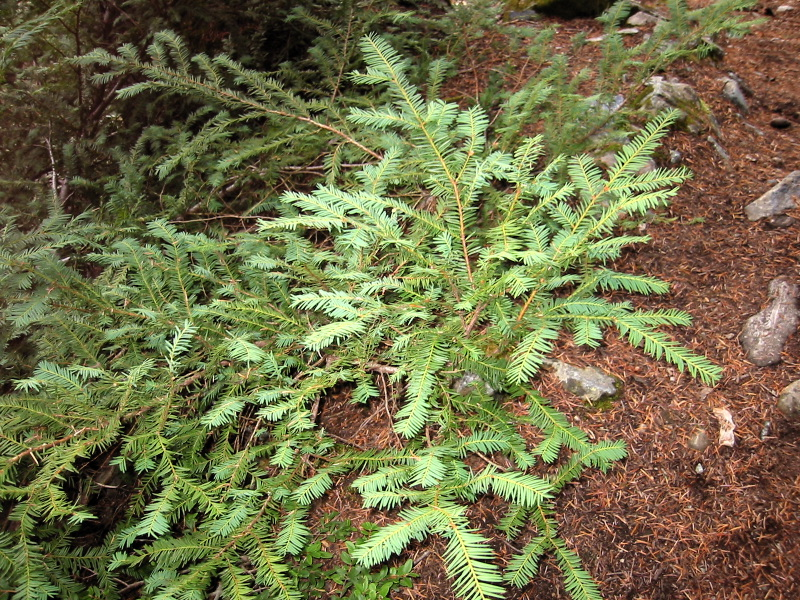
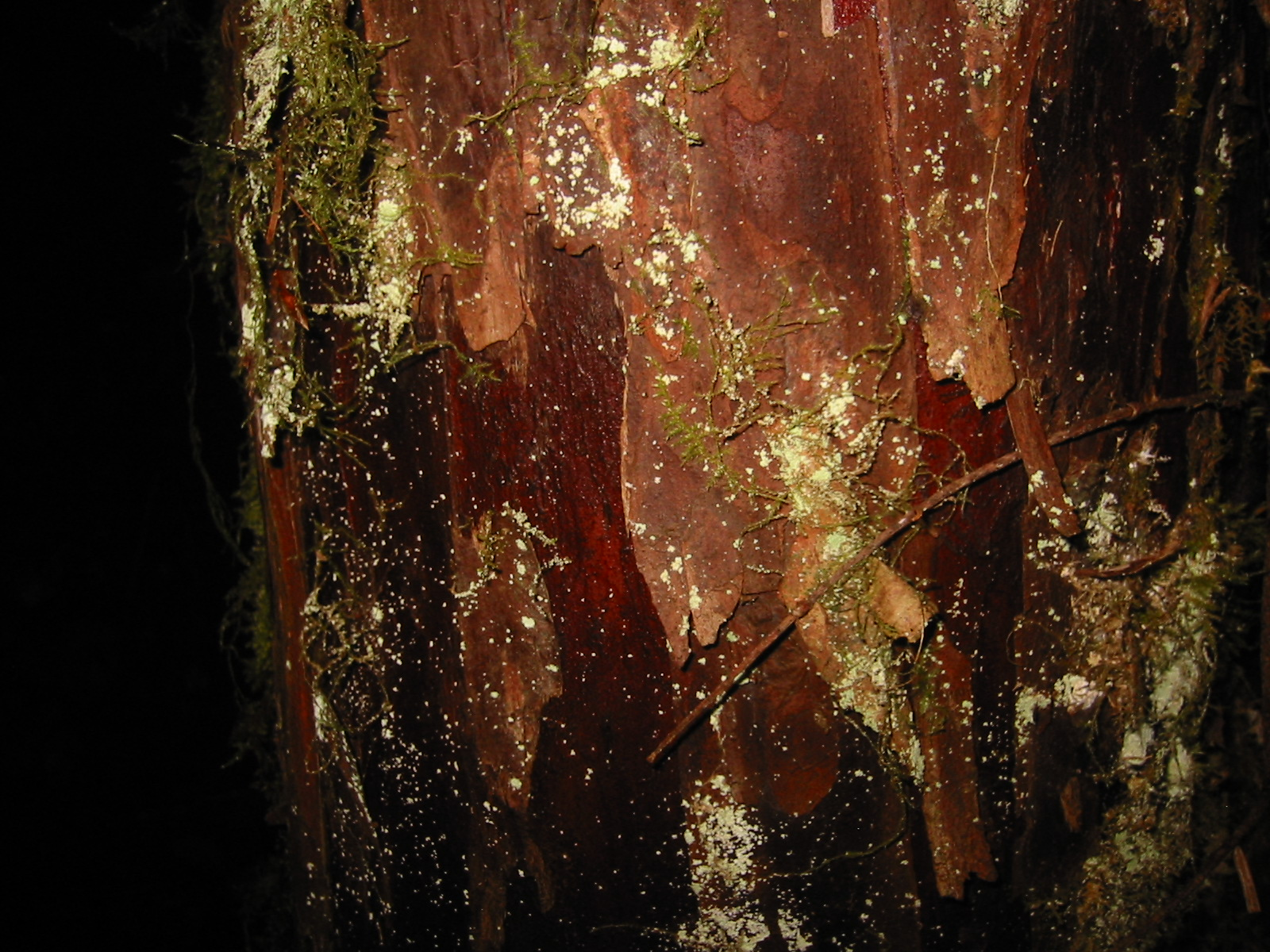
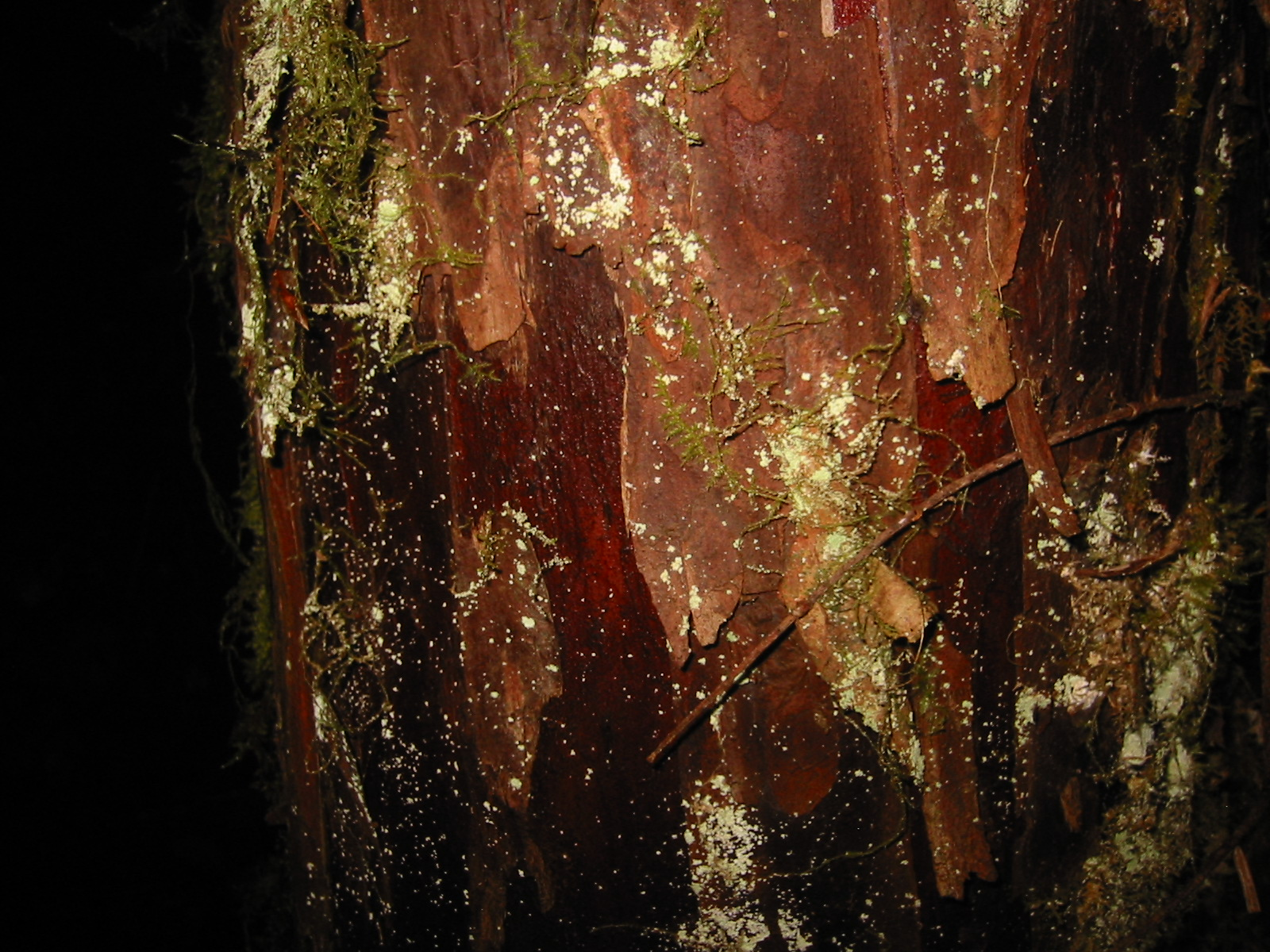
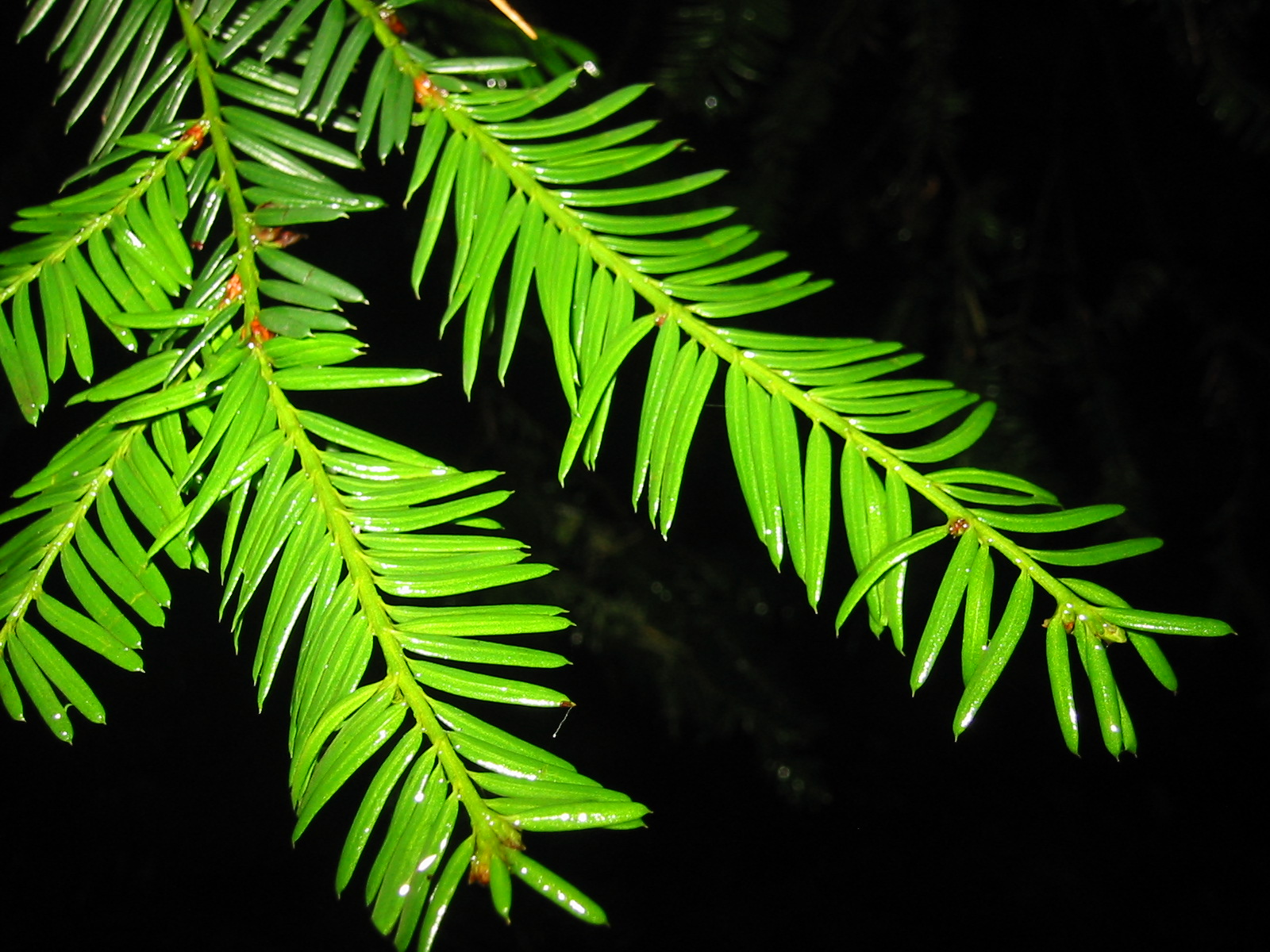